# Contrasts
A Contrasts Aziza Mustafa Zadeh azeri (azerbajdzsáni) énekesnő, zongorista, zeneszerző nyolcadik lemeze. 2006-ban készült, az 1991-ben megjelent Aziza Mustafa Zadeh lemez után ez a harmadik szólólemez.

## Számok
1. Singing Nature – 5:09 (Aziza Mustafa Zadeh)
2. Night Life in Georgien – 3:28 (Aziza Mustafa Zadeh)
3. Stars Dance – 5:23 (Aziza Mustafa Zadeh)
4. Dreaming Sheherezadeh – 2:50 (Aziza Mustafa Zadeh)
5. Bachuana – 1:45 (Aziza Mustafa Zadeh)
6. Last Day of Chopin – 3:38 (Aziza Mustafa Zadeh)
7. Past of Future – 5:12 (Aziza Mustafa Zadeh)
8. Contrasts – 5:36 (Aziza Mustafa Zadeh)
9. Egocentric Bumble-Bee – 1:30 (Rimszkij-Korszakov - Aziza Mustafa Zadeh)
10. Jazzerei in Träumerei – 4:30 (Schumann - Aziza Mustafa Zadeh)
11. Bolero – 5:43 (Ravel - Aziza Mustafa Zadeh)
12. The Way to the Palace – 1:38 (Aziza Mustafa Zadeh)
13. The Mirror of the Miracles – 1:45 (Aziza Mustafa Zadeh)
14. The Nightingale & The Rose – 4:45 (Rimszkij-Korszakov - Aziza Mustafa Zadeh)
15. Cloudy Evening – 3:26 (Aziza Mustafa Zadeh)

## Előadó
- Aziza Mustafa Zadeh - Zongora, ének